# 王國光 (清朝官員)
王國光（？—1670年），汉军正红旗人，完颜氏，清朝官員。

## 生平
王國光十四岁即能战斗。袭父职任佐领兼户部理事官。崇德年间跟随攻打明朝。顺治年间，入关后，先后跟随阿济格率兵讨伐叛将姜瓖；从屯齐率兵征湖广；从伊德勒率兵援浙江，击败李定国、孙可望、郑成功、张名振诸部。康熙初年又率师讨伐碣石叛将苏利，大获全胜。历任本旗固山额真、镇海将军、太子太保。封一等阿思哈尼哈番世职。於1656年3月16日－1658年7月10日期間，奉旨接替李率泰擔任廣東總督。两广总督全名為「總督兩廣等處地方提督軍務、糧饟兼巡撫事」的該官職，是兼轄廣西的廣東、廣西兩省之最高統治者，亦為清朝封疆大吏之一。以疾解任，康熙九年去世。

## 身后
卒谥襄壮。

## 家族
父王一屏。